# Nicolas Poussin
Nicolas Poussin (n. iunie 1594, Les Andelys, Haute-Normandie, Franța – d. 19 noiembrie 1665, Roma, Statele Papale) a fost un pictor francez din perioada clasicismului baroc.

## Date biografice
Poussin s-a născut într-o familie modestă, a unui fost soldat din armata regală franceză. A învățat pictura între anii 1612 - 1621 în Rouen și Paris. Primele impulsuri în domeniul picturii le are deja în școala din Fontainebleau. Prima lucrare a lui mai importantă este realizată în palatul „Palais du Luxembourg” din Paris, unde a pictat împreună cu „Philippe de Champaigne ”. În Paris Nicolas Poussin va cunoaște pe poetul Marino, care-l va iniția în mitologia greacă și romană, el va ilustra mai târziu prin schițe epopea lui Marino despre Venus și Adonis.
Ajunge în Roma în anul 1624, unde Marină îl va recomanda cardinalului „Giulio Sacchetti” și lui „Francesco Barberini” nepotul papei Urban VIII. In Roma va cunoaște pe pictorii Jacques Stella, Joachim Sandrart și Claude Lorrain. În anul 1630 se va căsători cu Anne Marie Dughet, fiica unui bucătar francez din Roma.
Poussin are greutăți de a găsi în Roma de lucru, papa însărcinează numai pictorii consacrați italieni Guido Reni, Pietro da Cortona sau Carracci. În 1627 el va fi recomandat de  pictorul Gian Lorenzo Bernini și prin intermediul cardinalului Barberini, va fi însărcinat să picteze „Moartea lui Germanicus” sau o pictură de altar „Martiriul Sfântului Erasmus”. Pictura va fi apreciată dar Poussin nu va mai primi de lucru. În 1631 este luat în universitatea de artă „Accademia di San Luca”. Aici se va preocupa mai mult de picturi cu teme religioase sau mitologice în format mai mic. Prin intermediul prietenului și mentorului său Pozzo reușește să-și vândă picturile. Astfel el va picta portrete a lui Leonardo da Vinci care vor fi tipografiate în tratatul „Trattato della Pittura” unde sunt descrise diferite tehnici utilizate în pictură.
Se va reîntoarce în 1641 la cererea regelui Ludovic al XIII-lea al Franței și presiunea cardinalului Richelieu la Paris. Regele îl va numi director al construcțiilor regale și-l însărcinează să picteze „Grande Salle” (Sala mare) din Louvre. Între  Poussin și pictorii francezi consacrați apar tensiuni cauzate de succesul său. În 1642 părăsește Parisul întorcându-se definitiv la Roma, în 1643 moare Richelieu, astfel că Poussin poate să lucreze liniștit mai departe în Roma.
Aici va picta în continuare diferite teme religioase sau mitologice în formate mici, având ca și cumpărători un cerc restrâns de iubitori de artă ca Antonio Rospigliosi, Gian Maria Roscioli cancelarul papei Clemens VII, Duc de Créqui și Henri Valencay consuli francezi în Vatican, ca și mai târziu bancherul francez Jean Pointel care a cumpărat peste 20 de picturi ale lui. Printre operele lui mai importante se numără:
- Cele șapte sacramente
- Cele patru anotimpuri
- Et in Arcadia ego (Păstorii din Arcadia)

Ca o recunoaștere târzie a meritelor sale, în 1665 Ludovic al XIV-lea al Franței îl numește primul pictor al Franței. Poussin moare la 19 noiembrie 1665 fiind înmormântat la biserica San Lorenzo din Lucina. Mormântul lui cu bustul pictorului a fost construit după planurile arhitectului francez Léon Vaudoyer (1803-1872).

## Galerie

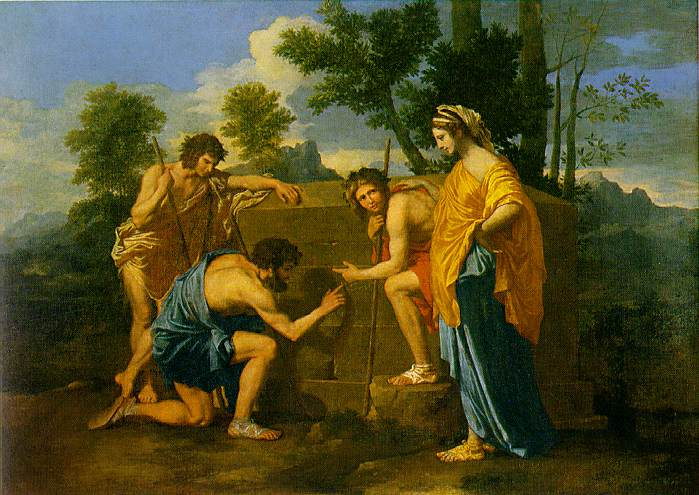
Et in Arcadia ego (Păstorii din Arcadia)
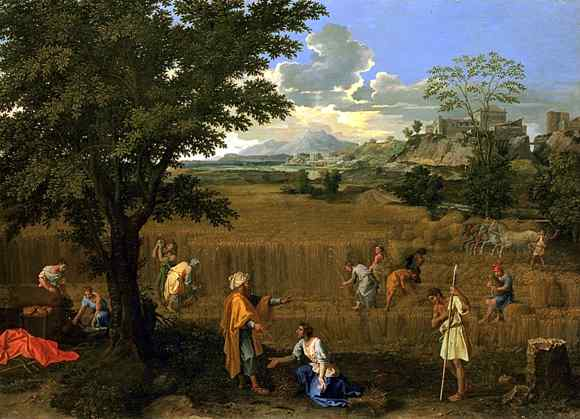
Vara (Cele patru anotimpuri)
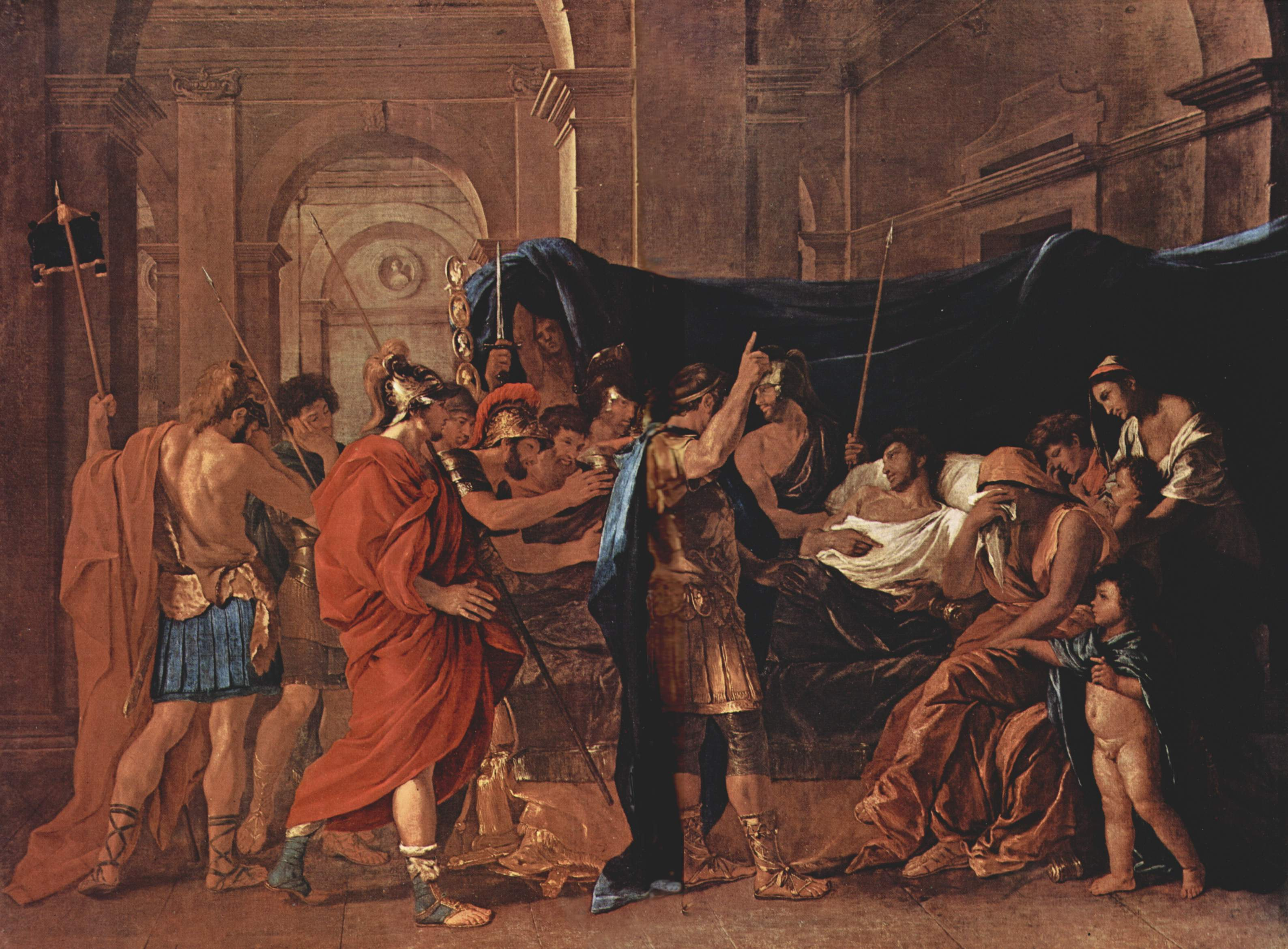
Moartea lui Germanicus
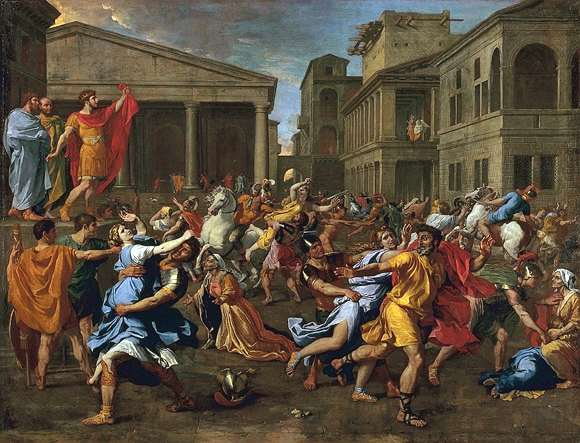
Răpirea sabinelor